# La ragazza del mio migliore amico
La ragazza del mio migliore amico (My Best Friend's Girl) è un film commedia romantica del 2008 diretto da Howard Deutch, interpretato da Dane Cook, Kate Hudson, e Jason Biggs.
Il film è uscito nelle sale italiane il 19 giugno 2009 su distribuzione Eagle Pictures.

## Trama
Alexis è una ragazza intelligente, bella e ostinata, ed è la donna dei sogni di Dustin. Dopo solo cinque settimane, però, Dustin diventa ossessivo a tal punto da indurre Alexis ad allentare i rapporti, definitivamente. Dustin, disperato e distrutto prova in ogni modo a riconquistarla e chiede aiuto al suo miglior amico Tank, lo specialista nel "recupero rapporti". Tank, maestro nel sedurre e "maltrattare" le donne, viene infatti ingaggiato da ragazzi appena scaricati per riconquistare le loro ex: le porta fuori e fa in modo che sia il peggior appuntamento della loro vita. L'esperienza è così orribile che le sventurate non possono fare altro che tornare felici e di corsa tra le braccia dei loro ex. Ma quando Tank mette in atto la sua strategia con Alexis, la sua vita prende una svolta decisiva: Alexis infatti è la prima donna che capisce il suo gioco, e Tank presto si trova diviso tra l'amicizia con Dustin e questa nuova e strana attrazione per la ragazza del suo migliore amico. Farà quindi in modo che Dustin abbia un'altra possibilità, ma durante il matrimonio della sorella di Alexis, Tank perderà la fiducia della ragazza facendosi odiare in modo (quasi) definitivo. Tre mesi dopo Tank frequenta un'altra ragazza quando Alexis arriva nello stesso locale e lo umilia rivelando alla nuova amica ciò che lui le ha fatto e dicendogli di essere incinta, così come la sorella a cui il matrimonio è saltato. Dopo una serie di dispetti e umiliazioni i due si baciano davanti a tutti i clienti mentre Dustin, persa Alexis per sempre, si innamora di Ami, amica di Alexis, che rivela avere le sue stesse perversioni.

## Produzione

### Location
Il film è ambientato a Boston. Nell'ultima scena in esterni Kate Hudson e Dane Cook fanno jogging per le vie della città e il regista non rinuncia ad alcune inquadrature ad effetto su luoghi pittoreschi come il Bunker Hill Monument, il Prudential Building e la Scientist Mother Church.

## Riconoscimenti
- 2008 - Razzie Awards
  - Candidatura per la peggior attrice protagonista (Kate Hudson)